# Arawa novellus
Arawa novellus är en insektsart som beskrevs av Metcalf 1967. Arawa novellus ingår i släktet Arawa och familjen dvärgstritar. Inga underarter finns listade i Catalogue of Life.